# Поменик знаменитих људи у српског народа новијега доба
Поменик знаменитих људи у српског народа новијега доба је дело Милана Милићевића из 1888. На ово дело надовезује се Додатак поменику од 1888. Знаменити људи у српскога народа који су преминули до краја 1900. г. од истог писца.
У делу је приказано животопис многих познатих и мање познатих, али свакако значајних људи са простора Србије и шире.

## Редослед по књизи

### А
- Абдула Марко (Тодоровић)
- Абраш Никола
- Авакум Ђакон
- Аврамовић Димитрије
- Анастасијевић Миша
- Арамбашић Станко
- Атанасије, Буковички прота
- Атанацковић Богобоје
- Атанацковић Платон

### Б
- Бакал-Милосав
- Банаћанин Реља
- Банић Н. Милутин
- Барјактар Јова
- Барјактаровић Илија
- Баталака (Лазар Арсенијевић)
- Батинић Стојко
- Бачвански Александар
- Белов Јован (Томић)
- Бирчанин Илија
- Бобовац Јован (Симић)
- Богдановић Коста
- Богдановић Антоније
- Бојиновић Тодор
- Боројевић Никола
- Бошковић Јован
- Бошковић Новак
- Бранковић Коста
- Брдар Петар (Радовановић)

### В
- Велимировић Вићентије
- Веслић Јосиф
- Видаковић Милован
- Вишњић Филип
- Возаровић Глиша
- Војичић Петар
- Врета из Колара
- Врчевић Вук
- Вујић Владимир
- Вујић Јоаким
- Вукашиновић Милоје
- Вукићевић Никола
- Вукомановић Алекса
- Вукомановић Илија
- Вукомановић Јован
- Вукомановић Петар
- Вулићевић Вујица
- Вулићевић Ђуша
- Вучић Тома (Перишић)

### Г
- Гавриловић Јеврем
- Гавриловић Јован
- Гагић Јанко
- Гагић Јеремија
- Гај Људевит
- Гарашанин Илија
- Гашпаровић Аврам
- Герески Атанасије
- Главаш Станоје
- Глигоријевић Вуле
- Глувац Мијаило
- Гојковића Јаћима
- Грбовић Никола
- Грбовић Милован
- Грбовић Радован
- Грујић Никанор
- Грујовић Михаило (Михаило Филиповић)
- Гузоња Ђорђе (Миловановић)
- Гусларовић Глиша
- Гучанин Милутин (Илић)

### Д
- Дабић Живко
- Давидовић Димитрије
- Дамњановић II. Раја
- Даничић Ђурађ
- Демир Јован (Митровић)
- Димитријевић Јован
- Дмитровић Ранко
- Добрача Јован (Димитријевић)
- Добрњац Петар (Тодоровић)
- Добрњац Стеван
- Дољанац Аћим
- Дољанчевић Марко
- Дољанчевић Радован
- Дринчић Милић
- Дробњак Милисав
- Душманић Павле (Богдановић)

### Ђ
- Ђак Милоје
- Ђорђевић Димитрије
- Ђорђевић Ђерасим
- Ђорђевић Милисав
- Ђукић Петар
- Ђурђевић Јанко
- Ђурић Јанићије
- Ђуровић Ђуро

### Е
(нема слова)

### Ж
- Живановић Јаков
- Живковић Стеван
- Жика Капетан

### З
- Загла Ђорђе
- Захаријевић Илија
- Здравко
- Здравковић Милија
- Зека Буљубаша
- Зелић Герасим

### И
- Ивановићева Катарина
- Игуманов Сима (Андрејевић)
- Илић Андреја
- Илић Мијаило
- Исаиловић Димитрије
- Ичко Петар

### Ј
- Јаковљевић Самуило
- Јаковљевић Стеван
- Јакшић Ђура
- Јакшић Јаков
- Јанићије
- Јанковић Алекса
- Јанковић Манојло
- Јанковић Паун
- Јевта, обор кнез из Обрежа
- Јелечанин Радосав
- Јовановић Јевђеније
- Јовановић Мијалко
- Јовановић Петар
- Јовановић Стеван
- Јовановић Стојан
- Јокић Петар
- Југовић Иван

### Н
- Ненадовић Алекса (Стеванов)
- Ненадовић Јаков
- Ненадовић Јеврем
- Ненадовић Матија Прота
- Ненадовић Сима

### С
- Савић Максим

### Т
- "Таузенкинстлер Милисав"
- Текелија Сава (Поповић)
- Теодосије
- Тешић Рака
- Тодор П. Димитрије
- Тодоровић Лазар
- Тодоровић Милоје
- Томазео (управо Томашић) Никола
- Томић Благоје
- Томић Васа
- Томић Милић
- Топаловић Петар
- Трандафиловица Марија
- Трифковић Коста
- Туцаковић Петар

### У
- Угричић Јевтимије
- Узун-Мирко (Апостоловић)
- Уровичанин Петар
- Урошевић Ранко

### Ф
- Филиповић Ђука
- Филиповић Јован
- Филиповић Тодор

### Х
- Хајдук Вељко Петровић
- Хаџи-Атанасије (Радовановић)
- Хаџи-Данило
- Хаџи-Ђера
- Хаџи-Захарија
- Хаџи-Јосиф
- Хаџи-Мелентије Стевановић
- Хаџи-Милутин Савић Гарашанин
- Хаџи-Никола Милаиловић
- Хаџи-Продан Глигоријевић
- Хаџи-Ристић Коста
- Хаџи-Рувим
- Хаџић Јован
- Хећим-Тома Костић
- Хранисављевић Коста
- Хусејин-Капетан

### Ц
- Цветковић Ћирило
- Церовић Илија
- Цинцар-Јанко (Поповић)
- Цинцар-Марко (Костић)
- Црнобарац Димитрије
- Цукић Коста
- Цукић Павле
- Цукић Петар (Лазаревић)

### Ч
- Чамџија Милисав
- Чарапић Васа
- Чарапић Ђорђе
- Чарапић Илија
- Чарапић Марко
- Чарапић Танасије
- Чварковић Александар
- Чича Митар (Димитрије Јосифовић)
- Чича-Срећко (Поповић)
- Чолак-Анта Симеоновић
- Чотрић Јевта Савић
- Чупић Никола
- Чупић Стојан
- Чучук-Стана

### Џ
- Џелалија Петар
- Џода Петар Ђорђевић

### Ш
- Шафарик Јанко Д-р
- Шиша Петроније
- Шљивић Живко
- Шљивић Јован
- Штитарац Марко
- Шупљикац Стеван
- Шућур Јашир

### Ћ
- Ћелеш Ђорђе (Поповић)
- Ћурчија Ђорђе